# Міліна (Mortal Kombat)
Міліна (англ. Mileena) — персонаж серії Mortal Kombat, що з'явилася в Mortal Kombat II. Мілін є клоном Кітани, створеним чаклуном Шанг Цунгом для імператора Зовнішнього Світу Шао Кана.

## Біографія
Шанг Цунг створив безліч огидних істот в своїх Ямах плоті, але не одне не було настільки збоченим, як Міліна. З'єднання еденійской плоті і таркатанской крові, Мілін одночасно і красуня і чудовисько. Ця дихотомія зробила її розум нестійким; вона схильна до спалахів безумства і дикості. Хоча вона має зовнішність дорослої жінки, вона більш дитина, ніж дорослий — чистий аркуш, який підпорядковується волі Шао Кана. Вільна від совісті або каяття, Міліна безжально вб'є кожного, щоб догодити свойему улюбленому батька.

## Спецприйоми та Добивня

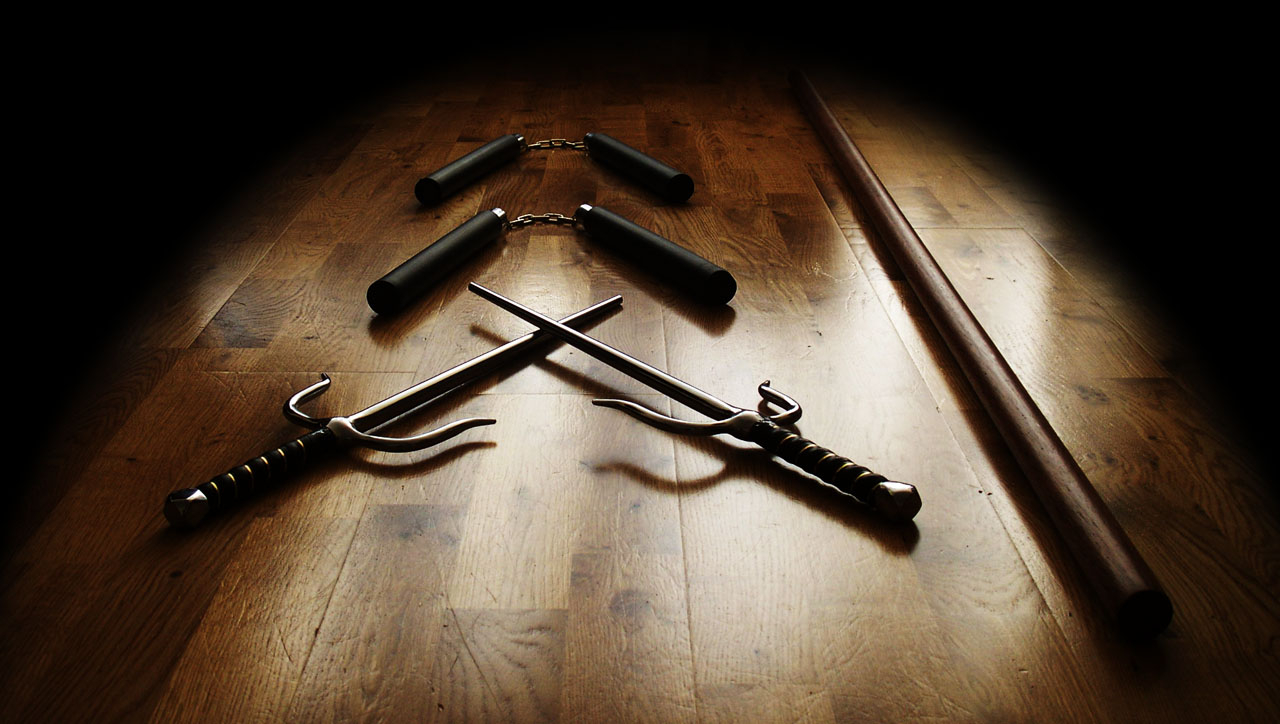
Пара тупих сай, а також нунчаку та бо

Постріл саямі: Міліна кидає в противника сай, заряджений магічною енергією. У перших іграх серії для виконання цього прийому необхідно утримувати кнопку удару. (MKII, UMK3, MKT, MKG, MKD, MKA, MK (2011), МКХ, MK11)
Куля, що котиться: Міліна згортається в клубок і котитися по землі, збиваючи противника з ніг. (MKII, UMK3, MKT, MKG, MKD, MKA, MK (2011), МКХ, MK11)
Нижній сай: Міліна сідати на шапагат і кидає сай в противника. (MKX)
Теле-удар: Міліна зникає і падає зверху на противника з ударом ноги. (MKII, UMK3, MKT, MKG, MKD, MKA, MK (2011), МКХ, MK11)

### Добиваня
Давай потанцюємо: Міліна тричі виконує теле- удар, після чого вона встромляє свої саи ворогові в вуха. Тримаючи голову ворога за саи, вона кусає його за голову і, потім, встромляє саи в очі супротивника. (MKX)
Пожирательница людей: Мілін знімає з себе маску і, буквально, «вдихає-заковтує» в себе противника. Потім вона повертається в іншу сторону і випльовує купу кісток (в МКХ кривавих недоноски) на землю. (MKII, UMK3, MKT, МКХ)
Веселий атракціон: Міліна виконує комбо Їздець і стрибає на ворога, як в чехраде. Від удару у противника відривається голова.

## Поява в інших медіа

### Телебачення
Міліна з'являється в одному з епізодів серіалу Смертельна битва: Завоювання. Її походження відрізняється від того, про який розказано в іграх серії: Міліна тут не є клоном Кітани, а відбувається з невідомої раси вбивць із Зовнішнього Світу. Шао Кан використовую свою магію, дає їй обличчя Кітана і посилає вбити Кунг Лао. Імператор попереджає Міліну, що він забере її красу назад, якщо вона провалить завдання. Міліна, під виглядом Кітани, спокушає і закохується в Кунг Лао і не може змусити себе його вбити. Шао Кан, незадоволений тим, що вона витратила надто багато часу, забирає частину її краси, залишивши Міліні гострі зуби і старечий голос, зробивши її часткове каліцтво ще більш ганебним. Свою маску вона також отримує від Шао Кана після чого він наказує відвести її. Роль Міліни в серіалі виконала Меган Браун. Оді Інгланд виконала роль Міліни у вигляді Кітани.

### Вебсеріал
Міліна з'являється в серіалі Смертельна битва: Спадщина. У цій історії, Міліна відрізняється від інших своїх версій. Вона була створена Шао Каном, коли Кітана була ще дитиною, з тим, щоб у Шао Кана була дочка, яка ненавиділа б його за вбивство Джеррода. Через це, Кітана і Міліна не знають, що вони не справжні сестри. Кітана і Міліна росли разом під наглядом Шао Кана, після того, як Сіндел наклала на себе руки, переселивши частину своєї душі в Кітану. У міру того, як вони росли, Шао Кан став впливати на них, щоб вони не довіряти один одному. Велику частину часу, Кітана і Міліна виступали не як діти імператора, а як його віддані вбивці. Сестри спочатку були послані за тим, щоб вбити двійників короля Джеррода, а потім і справжнього правителя Еденії у вигнанні. Кітана спочатку розмовляє з Джерродом, якого через секунд вбиває Міліна ударом Саем ззаду. У цій версії всесвіту МК, у Мілін майже нормальне обличчя. Тільки іноді у неї з'являється рот зразок таркатанского, що викликає у Міліна спалаху дикої люті. Пізніше у неї на обличчі з'являються шрами на обличчі через періодичних деформацій особи в пащу мутанта. Її роль в серіалі виконала Жолінь Тран.
Міліна також з'являється у другому сезоні серіалу. Разом з Кітаною вона намагається вбити Джонні Кейджа, але під час погоні, між сестрами розгорається суперечка, який призводить до битви. Кітана за допомогою Кейджа вбиває Міліна обезголовивши. Роль Міліни у другому сезоні виконала Мішель Лі.

### Фільми
Міліна з'являється в другому фільмі Смертельна битва: Винищення. Вона намагається вбити Соню, яка приймає її за Кітаною — це єдиний зв'язок між персонажами у фільмі. Після того, як Соня вбиває Міліну, татуювання у вигляді дракона вилітає з її плеча і зникає. Ім'я Міліна у фільмі також ніде не згадується, крім титрів. Її роль у фільмі виконала Дана Хі.

### Комікси
Міліна з'являється в офіційному коміксі Mortal Kombat II від Midway, які можна було замовити по телефону з реклами в аркадном автоматі. У коміксі у неї чисто епізодична роль — разом з іншими воїнами із Зовнішнього Світу, вона атакує Джонні Кейджа на його знімальному майданчику в Лос Анджелесі.
Також вона з'являється в неканонічних коміксах від видавництва Malibu. Один з випусків був спеціально присвячений Кітані і Міліні і в деталях описував походження обох персонажів. У цих коміксах Міліна завжди називає себе «істинної дочкою Шао Кана».
Міліна з'являється в серії коміксів Mortal Kombat X. Вона є одним з претендентів на трон Зовнішнього Світу і намагається вбити свого суперника, Коталь Кана.